# Regain de Tension
Albums de La Rumeur
L'Ombre sur la mesure
(2002) Du Cœur à l'Outrage
(2007)
Regain de tension est un album de rap du groupe La Rumeur, sorti le 18 octobre 2004 en France, et ayant reçu un accueil plutôt positif de la critique musicale. Le morceau Nous sommes les premiers sur... est notamment connu pour être une critique virulente de la radio Skyrock, considérée par La Rumeur comme ayant entrainé une dérive commerciale de la musique rap au détriment de l'authenticité des revendications et de l'engagement politique, ce morceau est d'abord sorti sur l'EP du même nom en 2003 accompagné de 4 autres titres.

## Liste des morceaux
1. L'encre va encore couler (Ekoué / Soul G)
2. À nous le bruit (Hamé-Ekoué-Mourad-Philippe / Soul G)
3. Ils nous aiment comme le feu (Ekoué-Hamé / Soul G)
4. Soldat lambda (Philippe / Soul G)
5. P.O.R.C. (Pourquoi On Resterait Calme) (Ekoué-Hamé-Philippe / Soul G)
6. Inscrivez greffier (Hamé / Soul G)
7. Nom, prénom, identité (Ekoué-Philippe / Soul G)
8. Paris nous nourrit, Paris nous affame (Ekoué-Philippe-Mourad-Hamé / Soul G - Serge Teyssot-Gay)
9. Les mots qui me viennent (Ekoué / Soul G)
10. Quand le diable est au piano (Philippe-Ekoué-Mourad-Hamé / Soul G)
11. Maître mot, mots du maître (Hamé / Soul G)
12. Nous sommes les premiers sur… (Ekoué-Philippe / Soul G)